# Fridrich Vilém Meklenbursko-Zvěřínský
Fridrich Vilém Meklenbursko-Zvěřínský (28. března 1675, Grabow – 31. července 1713, Mohuč) byl v letech 1692 až 1713 meklenburským vévodou meklenbursko-zvěřínské části meklenburského vévodství.

## Život
Fridrich Vilém se narodil jako nejstarší syn Fridricha Meklenburského a jeho manželky Kistýny Vilemíny Hesensko-Homburské. Byl synovcem bezdětného vévody Kristiána Ludvíka I. Meklenburského, jehož nástupcem se 21. června 1692 stal jako vládce zvěřínské části meklenburského vévodství. Po vymření meklenbursko-güstrowské linie dynastie smrtí Gustava Adolfa Meklenburského v roce 1695, se Fridrich Vilém zapletl do násilného sporu o dědictví se svým strýcem Adolfem Fridrichem II., který se rychle stupňoval. Spor přivedl zemi na pokraj občanské války a byl urovnán až zásahem cizích mocností. Dánský a norský král Frederik IV. se vzal svých nároků na Meklenbursko-Güstrow výměnou za vévodovu podporu Dánska-Norska v Severní válce. Spor byl ukončen v roce 1701 hamburským kompromisem. Meklenbursko bylo opět rozděleno na dvě části s omezenou autonomií. Dvě dílčí části Meklenbursko-Střelicko a Meklenbursko-Zvěřínsko existovaly do roku 1918. Kompromis také do dynastie zavedl dědické právo prvorozených.
V roce 1708 Fridrich Vilém zavedl „Spotřební a daňový zákon“, aby překonal fiskální důsledky třicetileté a severní války. Kromě zdanění rytířů a duchovenstva tento zákon zahrnoval zrušení nevolnictví, které osvobodilo farmáře od závislosti na jejich pronajímatelích. Bývalí rolníci si mohli pronajmout svou půdu a nucené práce měly být nahrazeny prací za mzdu. Tak vznikl ostrý konflikt mezi vévodou a pozemkovými statky.

## Manželství a potomci
Fridrich Vilém se 2. ledna 1704 v devětadvaceti letech v Kasselu oženil s o tři roky mladší Žofií Šarlotou, nejstarší dcerou lankraběte Karla I. Hesensko-Kasselského. Manželství zůstalo bezdětné.
Fridrich Vilém měl mnoho milenek, s nimiž měl alespoň devět dětí.
Vévoda Fridrich Vilém zemřel 31. července 1713 v Mohuči na zpáteční cestě z Schlangenbadu ve věku 38 let. Jeho manželka se usadila na svém vdovském sídle v Bützow, kde po šestatřiceti letech zemřela. Pohřbena byla vedle svého manžela v hrobce kostela sv. Mikuláše ve Schwerinu.